# Pasiphila heighwayi
Pasiphila heighwayi är en fjärilsart som först beskrevs av Alfred Philpott 1927a.  Pasiphila heighwayi ingår i släktet Pasiphila och familjen mätare. Inga underarter finns listade i Catalogue of Life.